# Cultures and Societies of Africa
Cultures and Societies of Africa (Kulturen und Gesellschaften Afrikas) ist eine englischsprachige Sammlung einiger der wichtigsten anthropologischen Schriften über Afrika der 1960er Jahre. Das durch sie gelieferte Hintergrundwissen über die traditionellen afrikanischen Kulturen trug bei zu einem besseren Verständnis für das heutige Geschehen auf dem Kontinent. Die Sammlung wurde im Jahr 1960 von Simon Ottenberg herausgegeben mit einer allgemeinen Einleitung, Kommentaren und Anmerkungen und Phoebe Ottenberg und erschien in New York bei Random House. Es ist eine erste systematische Sammlung wichtiger Aufsätze vieler bedeutender, überwiegend englischsprachiger Autoren, die zum Studium der afrikanischen Anthropologie beigetragen haben, darunter Afrikanisten wie Audrey Richards, Daryll Forde, Monica Wilson, R. S. Rattray, Evans-Pritchard, Herskovits und andere. 
Es ist untergliedert in die sechs Abschnitte: 
1. Einleitung: Afrika und seine Menschen
2. Menschen und Umwelt
3. Soziale Gruppierungen
4. Autorität und Regierung
5. Werte, Religion und Ästhetik und
6. Kulturkontakt und Wandel.

## Inhaltsübersicht
Preface
- 1. Introduction: Africa and its people
- 2. People and environment
  - The Bushmen of South West Africa. L. Fourie
  - The Bemba - their country and diet. Audrey I. Richards
  - Rice, a Malagasy tradition - recorded by Ralph Linton
  - The cultural map of west Africa: successive adaptations to tropical forests and grasslands. Daryll Forde
  - Transhumance, migratory drift, migration: patterns of pastoral Fulani nomadism. Derrick J. Stenning
- 3. Social groupings
  - The structure of unilineal descent groups. Meyer Fortes
  - Jie marriage. P. H. Gulliver
  - The role of the secret society in cultural specialization. K. L. Little
  - Nyakyusa age-villages. Monica Wilson
  - The patterns of residence among the Lele. Mary Douglas
  - Urbanization among the Yoruba. William Bascom
- 4. Authority and government
  - The political system of Konkomba. David Tait
  - Headmanship and the ritual of Luapula villages. Ian Cunnison
  - The Ashanti Constitution. Robert S. Rattray
  - The problem of Tutsi domination. J. J. Maquet
  - History in a changing society. J. A. Barnes
  - Extra-processual events in Tiv political institutions. Paul Bohannan
- 5. Values, religion, and aesthetics
  - An African morality. Godfrey Wilson
  - The idea of person among the Dogon. Marcel Griaule
  - Ancestral spirits among the plateau Tonga. E. Colson
  - The sacrificial role of cattle among the Nuer. E. E. Evans-Pritchard
  - Witchcraft in four African societies: an essay in comparison. S. F. Nadel
  - Initiation among the Bambuti pygmies of the central Ituri. Colin M. Turnbull
  - Negro folklore. Melville J. Herskovits
  - The study of African art. William Fagg
- 6. Culture contact and change
  - Some aspects of Negro-Mohammedan culture-contact among the Hausa. Joseph H. Greenberg
  - Christianity and the Tswana. I. Schapera
  - The predicament of the modern African chief: an instance from Uganda. Lloyd Fallers
  - Dynamics of urbanization in Africa. Daniel F. McCall
  - The uniform of color in Swaziland. Hilda Kuper
  - Life in a Johannesburg slum yard. Ellen Hellmann.

## Bibliographische Angaben
- Simon Ottenberg; Phoebe Ottenberg (Hrsg.): Cultures and Societies of Africa. Random House, New York 1960 (edited, with a general introduction, commentaries, and notes) – Digitalisat & Review (jeweils in Teilansicht)